# Alassane Diop
Alassane Diop (22 settembre 1997) è un calciatore mauritano, centrocampista del Nouadhibou e della nazionale mauritana.

## Caratteristiche tecniche
È un mediano.

## Carriera

### Nazionale
Ha esordito con la nazionale mauritana il 13 gennaio 2018 disputando l'amichevole persa 4-0 contro il Marocco.
È stato convocato per disputare la Coppa d'Africa 2019.